# Catarina de Saxe-Lauemburgo
Catarina (Ratzeburg, 24 de setembro de 1513 – Estocolmo, 23 de setembro de 1535) foi a primeira esposa do rei Gustavo I e Rainha Consorte da Suécia de 1531 até sua morte. Era filha de Magno I, Duque de Saxe-Lauemburgo, e sua esposa Catarina de Brunsvique-Volfembutel.